# 溴氯海因
溴氯海因，即1-溴-3-氯-5,5-二甲基乙内酰脲是一种乙内酰脲类化合物，缩写为BCDMH。它是白色晶体，略有溴和丙酮的气味，难溶于水，可溶于丙酮。
溴氯海因可以很好地作为氯和溴的来源，它和水缓慢反应生成次氯酸和次溴酸，可用于游泳池用水、饮用水的净化与消毒。它和水按下式反应（R为出除去卤素的部分）：
BrClR + 2 H2O → HOBr + HOCl + RH2
生成的次溴酸会将细菌氧化，自身还原为Br−：
Br− + HOCl → HOBr + Cl−
因此，次氯酸本身并不直接参与消毒过程。

## 制备
5,5-二甲基乙内酰脲先进行溴化反应，再氯化，可以得到产物：

## 拓展链接
- PubChem Public Chemical Database (nih.gov) （页面存档备份，存于）
- External MSDS